# Pierre-de-Bresse
Pierre-de-Bresse é uma comuna francesa na região administrativa de Borgonha-Franco-Condado, no departamento Saône-et-Loire. Estende-se por uma área de 27,9 km². Em 2010 a comuna tinha 1 971 habitantes (densidade: 70,6 hab./km²).